# Wereldkampioenschappen roeien 2016
De wereldkampioenschappen roeien 2016 werden van 20 augustus tot en met 28 augustus op de Willem-Alexanderbaan in Zevenhuizen gehouden. Het één week durende toernooi vond voor de 45ste keer plaats. Alleen de niet-olympische nummers stonden op het programma.

## Medaillewinnaars

### Mannen
| Bootklasse              | Goud                                                                     | Goud    | Zilver                                                                       | Zilver  | Brons                                                                                     | Brons   |
| Lichte skiff LM1x       | Italië Paul O'Donovan                                                    | 7:32:84 | Hongarije Péter Galambos                                                     | 7:36:95 | Slowakije Lukáš Babač                                                                     | 7:38:89 |
| Twee met M2+            | Verenigd Koninkrijk Oliver Cook Callum McBrierty Henry Fieldman          | 7:29:69 | Canada Andrew Stewart-Jones Benjamin De Wit Kevin Chung                      | 7:32:05 | Italië Mario Paonessa Vincenzo Capelli Andrea Riva                                        | 7:32:22 |
| Lichte twee zonder LM2- | Frankrijk Augustin Mouterde Alexis Guerinot                              | 7:14.18 | Denemarken Emil Espensen Jens Vilhelmsen                                     | 7:15.30 | Verenigd Koninkrijk Joel Cassells Sam Scrimgeour                                          | 7:16.49 |
| Lichte dubbel vier LM4x | Duitsland Patrik Stöcker Florian Roller Johannes Ursprung Cedric Kulbach | 6:23:09 | Frankrijk François Teroin Damien Piqueras Maxime Demontfaucon Morgan Maunoir | 6:24:72 | Griekenland Georgios Konsolas Spyridon Giannaros Panagiotis Magdanis Eleftherios Konsolas | 6:26:58 |

### Para-roeien
| Bootklasse                         | Goud                                            | Goud    | Zilver                               | Zilver  | Brons                                    | Brons   |
| Para gemengde dubbel twee LTAMix2x | Frankrijk Guylaine Marchand Fabien Saint-Lannes | 8:38.53 | Oostenrijk Johanna Beyer Rainer Putz | 9:06.51 | Rusland Valentina Zhagot Evgenii Borisov | 9:27.74 |

## Medaillespiegel
| Plaats | Land                | Goud | Zilver | Brons | Totaal |
| 1      | Verenigd Koninkrijk | 3    | 0      | 1     | 4      |
| 2      | Frankrijk           | 1    | 1      | 0     | 2      |
| 3      | Duitsland           | 1    | 1      | 1     | 3      |
| 4      | Nieuw-Zeeland       | 1    | 0      | 0     | 1      |
| 4      | Ierland             | 1    | 0      | 0     | 1      |
| 6      | Canada              | 0    | 1      | 1     | 2      |
| 7      | Zweden              | 0    | 1      | 0     | 1      |
| 7      | Denemarken          | 0    | 1      | 0     | 1      |
| 7      | Hongarije           | 0    | 1      | 0     | 1      |
| 7      | Verenigde Staten    | 0    | 1      | 0     | 1      |
| 12     | Italië              | 0    | 0      | 1     | 1      |
| 12     | Slowakije           | 0    | 0      | 1     | 1      |
| 12     | Griekenland         | 0    | 0      | 1     | 1      |
| 12     | China               | 0    | 0      | 1     | 1      |
| Totaal | Totaal              | 7    | 7      | 7     | 21     |

| Plaats | Land       | Goud | Zilver | Brons | Totaal |
| 1      | Frankrijk  | 1    | 0      | 0     | 1      |
| 2      | Oostenrijk | 0    | 1      | 0     | 1      |
| 3      | Rusland    | 0    | 0      | 1     | 1      |
| Totaal | Totaal     | 1    | 1      | 1     | 3      |

## Organisatie
De organisatie ontving een subsidie van € 335.421 van het Ministerie van VWS, in het kader van de subsidieregeling van topsportevenementen.